# Grand Prix Formule 1 van Hongarije 1999
De Grand Prix Formule 1 van Hongarije 1999 werd verreden op 15 augustus op de Hungaroring in Mogyoród nabij Boedapest.

## Verslag
Mika Häkkinen startte vanaf pole en won de wedstrijd.
David Coulthard zat achter Eddie Irvine,  maar hij wist de Ferrari-coureur in een foutje te dwingen zodat hij even van de baan ging en Coulthard de tweede plaats veilig wist te stellen.
Na zijn sterke optreden in Hockenheim stelde Mika Salo erg teleur,  hij reed in de Ferrari rond in de achterhoede.

## Uitslag
| Pos. | Nr. | Coureur               | Constructeur       | Rondes | Tijd / Oorzaak uitval | Grid | Punten |
| ---- | --- | --------------------- | ------------------ | ------ | --------------------- | ---- | ------ |
| 1    | 1   | Mika Häkkinen         | McLaren-Mercedes   | 77     | 1:46:23.536           | 1    | 10     |
| 2    | 2   | David Coulthard       | McLaren-Mercedes   | 77     | +9.706                | 3    | 6      |
| 3    | 4   | Eddie Irvine          | Ferrari            | 77     | +27.228               | 2    | 4      |
| 4    | 8   | Heinz-Harald Frentzen | Jordan-Mugen-Honda | 77     | +31.815               | 5    | 3      |
| 5    | 16  | Rubens Barrichello    | Stewart-Ford       | 77     | +43.808               | 8    | 2      |
| 6    | 7   | Damon Hill            | Jordan-Mugen-Honda | 77     | +55.726               | 6    | 1      |
| 7    | 10  | Alexander Wurz        | Benetton-Playlife  | 77     | +1:01.012             | 7    |        |
| 8    | 19  | Jarno Trulli          | Prost-Peugeot      | 76     | +1 Ronde              | 13   |        |
| 9    | 6   | Ralf Schumacher       | Williams-Supertec  | 76     | +1 Ronde              | 16   |        |
| 10   | 18  | Olivier Panis         | Prost-Peugeot      | 76     | +1 Ronde              | 14   |        |
| 11   | 17  | Johnny Herbert        | Stewart-Ford       | 76     | +1 Ronde              | 10   |        |
| 12   | 3   | Mika Salo             | Ferrari            | 75     | +2 Rondes             | 18   |        |
| 13   | 23  | Ricardo Zonta         | BAR-Supertec       | 75     | +2 Rondes             | 17   |        |
| 14   | 20  | Luca Badoer           | Minardi-Ford       | 75     | +2 Rondes             | 19   |        |
| 15   | 14  | Pedro de la Rosa      | Arrows             | 75     | +2 Rondes             | 20   |        |
| 16   | 11  | Jean Alesi            | Sauber-Petronas    | 74     | Benzinedruk           | 11   |        |
| 17   | 21  | Marc Gené             | Minardi-Ford       | 74     | +3 Rondes             | 22   |        |
| DNF  | 22  | Jacques Villeneuve    | BAR-Supertec       | 60     | Koppeling             | 9    |        |
| DNF  | 9   | Giancarlo Fisichella  | Benetton-Playlife  | 52     | Motor                 | 4    |        |
| DNF  | 15  | Toranosuke Takagi     | Arrows             | 26     | Transmissie           | 21   |        |
| DNF  | 12  | Pedro Diniz           | Sauber-Petronas    | 19     | Spin                  | 12   |        |
| DNF  | 5   | Alessandro Zanardi    | Williams-Supertec  | 10     | Differentieel         | 15   |        |

## Statistieken
| Pole-position | Mika Häkkinen   | McLaren-Mercedes | 1:18.156 |
| Snelste ronde | David Coulthard | McLaren-Mercedes | 1:20.699 |

1936 · 1986 · 1987 · 1988 · 1989 · 1990 · 1991 · 1992 · 1993 · 1994 · 1995 · 1996 · 1997 · 1998 · 1999 · 2000 · 2001 · 2002 · 2003 · 2004 · 2005 · 2006 · 2007 · 2008 · 2009 · 2010 · 2011 · 2012 · 2013 · 2014 · 2015 · 2016 · 2017 · 2018 · 2019 · 2020 · 2021 · 2022 · 2023 · 2024 · 2025 · 2026 · 2027 · 2028 · 2029 · 2030 · 2031 · 2032